# Alexander MacKay
Alexander MacKay (aussi orthographié McKay) est un commerçant de fourrures et explorateur canadien actif au début du XIXe siècle, qui a travaillé d'abord pour la Compagnie du Nord-Ouest, puis par la suite pour la Pacific Fur Company de John Jacob Astor. Il a participé a la fondation d'Astoria près de l'embouchure du fleuve Columbia. Il meurt avec l'équipage du Tonquin le 15 juin 1811.